# Quantrill (stripalbum)
Quantrill is het 36e deel uit de Belgische stripreeks De Blauwbloezen. Het werd getekend door Willy Lambil en het scenario werd geschreven door Raoul Cauvin. Het album werd uitgegeven in 1994. Het verhaal speelt zich af in Kansas in 1863.

## Verhaallijn
Op de ochtend van 21 augustus 1863 wordt het stadje Lawrence in Kansas overvallen door de bende van William Quantrill. De Noordelijke cavalerie onder leiding van kapitein Stark kan het stadje bevrijden. Een bendelid van Quantrill wordt opgepakt. Sergeant Chesterfield doet zich voor als lijkenpikker en wordt bij het bendelid van Quantrill opgesloten. Blutch houdt de wacht maar laat het tweetal ontsnappen, zodat Chesterfield naar de bende van Quantrill wordt geleid. Chesterfield trekt samen met de bende op rooftocht door de streek, waarbij Blutch telkens op de hoogte wordt gesteld waar ze willen toeslaan. Telkens kan Blutch op tijd de plaatselijke bevolking verwittigen om verder bloedvergieten te voorkomen. Een poging om Quantrill en zijn bende aan te houden, mislukt echter. Ze zijn net op tijd ontsnapt richting Missouri.

## Wetenswaardigheden
- Het album start met de aanval op Lawrence (Kansas). Dit is een historische gebeurtenis in de Amerikaanse Burgeroorlog.
- William Quantrill is een historische figuur, evenals de gebroeders Frank en Jesse James.